# Лінн (Канзас)
Лінн (англ. Linn) — місто (англ. city) в США, в окрузі Вашингтон штату Канзас. Населення — 387 осіб (2020).

## Географія
Лінн розташований за координатами 39°40′46″ пн. ш. 97°5′12″ зх. д. / 39.67944° пн. ш. 97.08667° зх. д. (39.679376, -97.086661).  За даними Бюро перепису населення США в 2010 році місто мало площу 0,88 км², уся площа — суходіл.

## Демографія
Згідно з переписом 2010 року, у місті мешкало 410 осіб у 152 домогосподарствах у складі 97 родин. Густота населення становила 467 осіб/км².  Було 165 помешкань (188/км²).
Расовий склад населення:
| - 94,1 % — білих - 1,2 % — чорних або афроамериканців - 0,7 % — корінних американців - 2,9 % — осіб інших рас |

До двох чи більше рас належало 1,0 %. Частка іспаномовних становила 12,4 % від усіх жителів.
За віковим діапазоном населення розподілялося таким чином: 21,5 % — особи молодші 18 років, 43,9 % — особи у віці 18—64 років, 34,6 % — особи у віці 65 років та старші. Медіана віку мешканця становила 48,1 року. На 100 осіб жіночої статі у місті припадало 83,9 чоловіків;  на 100 жінок у віці від 18 років та старших — 80,9 чоловіків також старших 18 років.
Середній дохід на одне домашнє господарство  становив 48 653 долари США (медіана — 35 278), а середній дохід на одну сім'ю — 57 519 доларів (медіана — 41 429). За межею бідності перебувало 13,0 % осіб, у тому числі 15,2 % дітей у віці до 18 років та 6,6 % осіб у віці 65 років та старших.
Цивільне працевлаштоване населення становило 209 осіб. Основні галузі зайнятості: освіта, охорона здоров'я та соціальна допомога — 28,7 %, сільське господарство, лісництво, риболовля — 21,1 %, виробництво — 16,7 %.